# بولينا أورلوفا
بولينا سيرغيفنا أورلوفا (الروسية: Полина Сергеевна Орлова ؛ من مواليد 24 ديسمبر 2002) هي لاعبة جمباز إيقاعية روسية شاركت في العديد من بطولات الجمباز الدولية في الفردي وانتقلت بعد ذلك إلى المجموعة في عام 2020. هي بعد أن كانت في الفريق الاحتياطي، تم اختيارها للمنافسة في بطولة العالم 2021 ، حيث توجت المجموعة بالميدالية الذهبية في بطولة العالم للمجموعة الشاملة 2021، كعضو في المجموعة الوطنية الروسية جنبا إلى جنب مع أليسا تيشينكو ، أناستاسيا بليزنيوك ، أنجلينا شكاتوفا وماريا تولكاتشيفا، فازت بالميداليات الذهبية في المجموعة الشاملة وحدث الفريق.

## روابط خارجية
- بولينا أورلوفا في الاتحاد الدولي للجمباز